# Катастрофа Boeing 707 в Элктоне
Катастрофа Boeing 707 в Элктоне — крупная авиационная катастрофа, произошедшая в воскресенье 8 декабря 1963 года. Авиалайнер Boeing 707−121 авиакомпании Pan American выполнял пассажирский рейс PA-214 (позывной — Clipper 214) по маршруту Сан-Хуан—Балтимор—Филадельфия, но при подлёте к аэропорту пункта назначения был вынужден из-за сложных погодных условий задержаться в зоне ожидания, но затем его экипаж объявил сигнал бедствия, так как самолёт потерял управление, а один из пилотов другого самолёта сообщил, что рейс 214 объят пламенем. Горящий авиалайнер рухнул на поле у восточной границы городка Элктон. Погибли все находившиеся на его борту 81 человек — 73 пассажира и 8 членов экипажа.
Катастрофа рейса 214 стала крупнейшей (по количеству погибших) в штате Мэриленд.
По результатам расследования был сделан вывод, что катастрофа произошла из-за попадания в самолёт молнии, что привело к взрыву центрального топливного бака и разрушению левой плоскости крыла. Данная авиакатастрофа занесена в Книгу рекордов Гиннесса как наибольшее число погибших от удара молнии.

## Самолёт
Boeing 707-121 (регистрационный номер N709PA, заводской 17588, серийный 003) являлся 11-м по счёту представителем семейства Boeing 707 (включая 720, E-3 и т.д.) и был выпущен 15 мая 1958 года. Лайнер получил бортовой номер N709PA и был передан заказчику — американской авиакомпании Pan American, в которую поступил 15 августа и стал третьим по счёту 707-м в её авиапарке (после бортов N707PA и N708PA); также самолёт получил имя Clipper America, но в 1959 году был переименован в Clipper Tradewind. Оснащён четырьмя турбореактивными двигателями Pratt & Whitney JT3C-6, которые развивали силу тяги в 13,5 тысяч фунтов каждый. На день катастрофы 4-летний авиалайнер налетал 14 609 часов.
Наработка двигателей:
- № 1: СНЭ — 8593 часа, ПКР — 618 часов.
- № 2: СНЭ — 8328 часов, ПКР — 1419 часов.
- № 3: СНЭ — 8623 часа, ПКР — 3149 часов.
- № 4: СНЭ — 9946 часов, ПКР — 2371 час.

## Экипаж
Самолётом управлял опытный экипаж, состав которого был таким:
- Командир воздушного судна (КВС) — 45-летний Джордж Ф. Кнут (англ. George F. Knuth). Лицензию пилота гражданской авиации получил 20 апреля 1953 года. Был квалифицирован на пилота Boeing 707, Douglas DC-6, Douglas DC-3 и L-049. Также имел квалификацию бортинженера. Налетал 17 049 часов, 2890 из них на Boeing 707[7].
- Второй пилот — 48-летний Джон Р. Дейл (англ. John R. Dale). Опытный пилот, лицензию пилота гражданской авиации получил 11 ноября 1955 года. Был квалифицирован на пилота Boeing 707, L-049 и Boeing 377. Также имел квалификацию штурмана. Налетал 13 963 часа, 2681 из них на Boeing 707[7].
- Третий пилот — 42-летний Пол Л. Орринджер (англ. Paul L. Orringer). Лицензию пилота гражданской авиации получил 6 апреля 1962 года. Был квалифицирован на пилота Douglas DC-6 и Douglas DC-3. Также имел квалификацию штурмана. Налетал 10 008 часов, 2808 из них на Boeing 707[7].
- Бортинженер — 33-летний Джон Х. Кантленер (англ. John H. Kantlehner). Имел квалификацию авиатехника (наземный ремонт самолёта). Налетал 6066 часов, 76 из них на Boeing 707[7].

В салоне самолёта работали четверо бортпроводников:
- Джозеф К. Моррет (англ. Joseph K. Morret), 46 лет.
- Марио Л. Монтилла (англ. Mario L. Montilla), 46 лет.
- Томми Л. Симс (англ. Tommie L. Sims), 23 года.
- Вирджиния Э. Хайнцингер (англ. Virginia A. Heinzinger), 22 года.

Все 8 членов экипажа имели необходимую квалификацию.

## Хронология событий

### Предшествующие обстоятельства
Утром 8 декабря 1963 года Boeing 707−121 борт N709PA выполнял рейс PA-213 (позывной — Clipper 213) из Филадельфии (штат Пенсильвания) в Сан-Хуан (Пуэрто-Рико) с промежуточной посадкой в Балтиморе (штат Мэриленд). Весь полёт прошёл без отклонений, и вскоре рейс 213 благополучно приземлился в Сан-Хуане. Здесь его начали готовить к выполнению обратного рейса — PA-214. В топливных баках оставались 25 500 фунтов керосина типа «A», но в Сан-Хуане залили ещё 78 000 фунтов керосина типа «B». Соотношение этих двух сортов керосина по топливным бакам было следующее: основные и резервные баки №1 и №4 — 69% «B», баки №2 и №3 — 63,5% «B»; центральный бак — 100% «B». Также командир экипажа получил информацию о погоде по маршруту до Филадельфии. Сюда входило и сообщение от SIGMET о возможной грозовой активности и турбулентности, а также примерное время прохождения холодного фронта вдоль восточного побережья США, включая Балтимор и Филадельфию. Полученная командиром папка содержала все документы, необходимые для выполнения полёта.

### Вылет из Сан-Хуана, посадка в Балтиморе
В 16:10 рейс PA-214 вылетел из Сан-Хуана и в 19:35 благополучно приземлился в Балтиморе. Экипаж не сообщал о каких-либо отклонениях в работе систем самолёта. Визуальный осмотр авиалайнера, включая экспертизу утечки топлива, выполнил авиатехник авиакомпании Pan American. Также в Балтиморе лайнер был дозаправлен, при этом в его баки залили 27,4 тысячи фунтов керосина «A». Теперь оценочный объём и состав топливных смесей был распределён по бакам самолёта следующим образом: резервные баки №1 и №4 — примерно по 1,81 галлона, 69% «B»; основные баки №1 и №4 — по 12 000 фунтов, 31% «B»; центральный бак — остаток около 15,05 галлонов, 100% «B». По оценке, температура авиатоплива в резервных баках составляла 42° F (5,5°C), в системе — 46° F (7,8°C). Взятые впоследствии в аэропортах Айдлуайлд, Сан-Хуан и Балтимор/Вашингтон пробы авиатоплива не выявили никаких отклонений от норм. В Балтиморе КВС встретился с представителем Pan American и обсудил погоду на участке от Балтимора до Филадельфии, а также получил прогноз погоды за 19:00. Также командир был предупреждён, что фронт прошёл Балтимор относительно недавно и по оценке будет в Филадельфии в 20:25.

### Вылет из Балтимора
В 20:24 рейс PA-214 с 8 членами экипажа и 73 пассажирами на борту вылетел из Балтимора. Согласно плану, полёт должен был проходить под радиолокационным контролем. После взлёта рейс 214 должен был пройти Порт-Герман по воздушным коридорам «Victor 44» и «Victor 443» на высоте 1200 метров, при этом после Порт-Германа и, следуя по «Victor 443», следовало получить прямое разрешение от диспетчерского центра в Нью-Касле на следование в Филадельфию. Рейс 214, как и было задумано, занял воздушный коридор «Victor 44», после чего авиадиспетчер (Балтимор-контроль) дал указание переходить на связь с центром УВД в Нью-Касле. авиадиспетчер контроля наблюдал за рейсом 214 по радиолокатору вплоть до 20:31, когда самолёт находился в 12,8 километрах к западу от Рок-Холла, при этом никакого необычного влияния погоды на полёт не замечалось.
Когда рейс 214 перешёл на связь с Нью-Каслом, то получил разрешение подниматься до 1500 метров с докладом о занятии этой высоты; при этом радар в диспетчерском центре Нью-Касла отсутствовал. В 20:42 с самолёта доложили о занятии высоты 1500 метров, на что авиадиспетчер в Нью-Касле дал указание переходить на связь с диспетчером подхода в Филадельфии. Пилоты перешли на связь с Филадельфия-подход и получили следующую информацию:
Филадельфия, погода сейчас: [облачность] семь сотен рассеянная, замеренная восемь сотен переменная, одна тысяча с просветами, [видимость] шесть миль, ливневый дождь, высотомер два девять четыре пять, у земли ветер двести восемь градусов, двадцать [узлов] с порывами до тридцати [узлов]. У меня уже пять самолётов выбрали… переждать опасный ветер. …Вы хотите получить разрешение на заход, или вы не будете пересекать границу вихря… проходящего над Филадельфией?

### Катастрофа
Экипаж сообщил, что они будут находиться в зоне ожидания к западу от радиомаяка Нью-Касл на направлении 270° и рассчитывают получить разрешение на посадку в 21:10. Затем пилоты запросили и получили разрешение на прямой вход в зону ожидания. В 20:50:45 с рейса 214 доложили о готовности начать выполнять подход, на что авиадиспетчер сказал пока сохранять высоту, а разрешение на посадку будет дано, как только будет возможно. На это с лайнера ответили: Понял, не спешите. Просто хотим, чтобы вы знали… Ждём разрешение. Согласно показаниям очевидцев на земле, в этом регионе в это время была гроза и шёл небольшой дождь. По данным метеостанции в Уилмингтоне в 12,8 километрах к востоку, в 20:54 там началась гроза с небольшим дождём, переменная облачность с нижней границей 274 метра и сплошная с нижней границей 1200 метров, ветер западный, юго-западный 10 узлов.

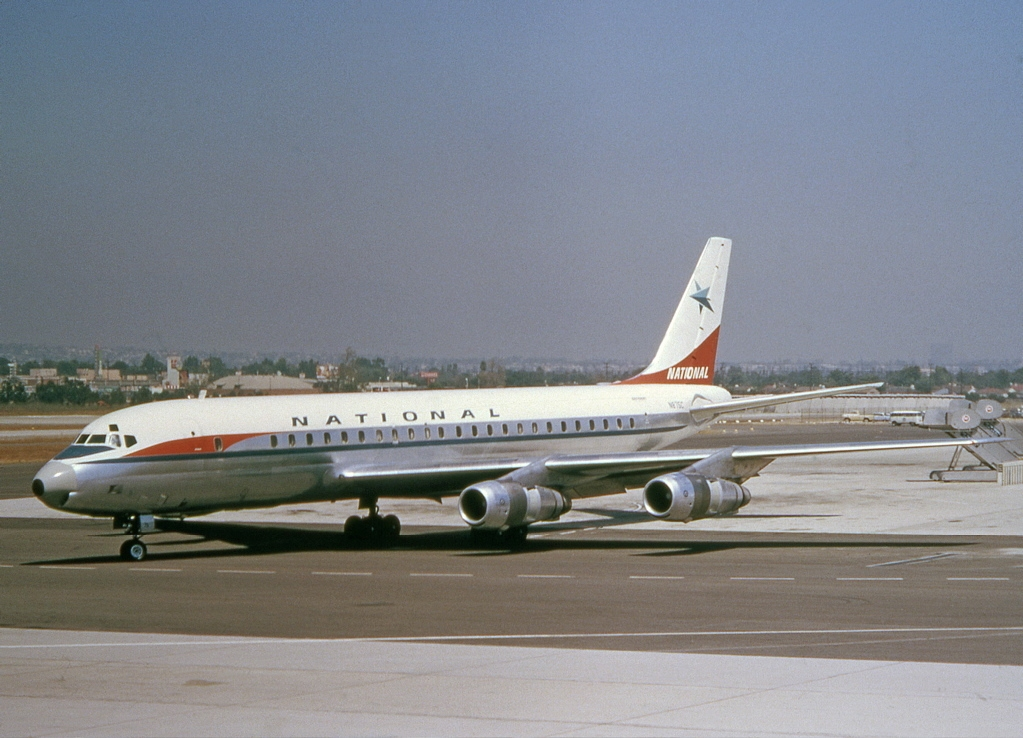
Douglas DC-8-51 борт N875C (рейс NAL 16), второй пилот которого стал свидетелем катастрофы

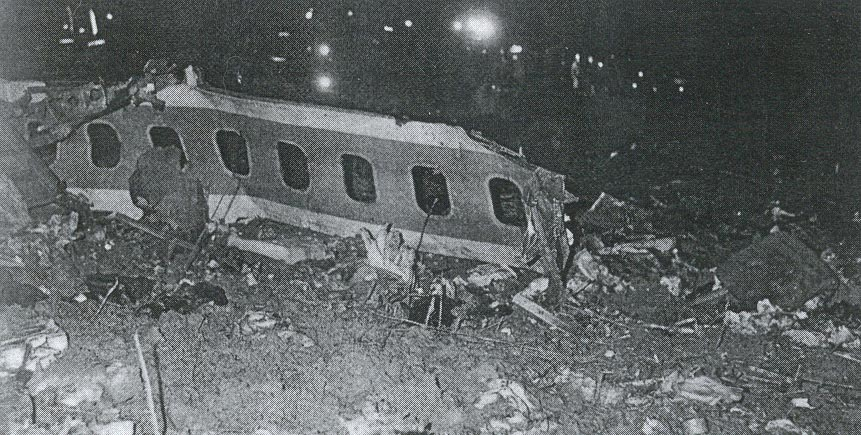
Обломки рейса 214

С момента предыдущего радиосообщения от рейса 214 прошло 8 минут, когда в 20:58:56 на частоте 124.6 (Филадельфия-подход) неожиданно прозвучало следующее радиосообщение: Мэйдэй, мэйдэй, мэйдэй. Клиппер 214 потерял управление. Мы падаем. Затем через несколько секунд на той же частоте, но уже с другого самолёта передали: Клиппер 214 падает, объятый пламенем. Второе сообщение было передано вторым пилотом рейса NAL 16 авиакомпании National Airlines; рейс 016 находился в той же зоне ожидания, что и рейс 214, но на 304 метра выше, и его второй пилот стал свидетелем катастрофы самолёта Pan American. В 20:59 горящий рейс PA-214 врезался в поле в 3,2 километрах к востоку от Элктона, полностью разрушился и сгорел. Все 81 человек на его борту погибли.

## Расследование
Расследование причин катастрофы рейса PA-214 проводил Совет по гражданской авиации США (CAB) при участии представителей Федерального бюро расследований (ФБР), Федерального управления гражданской авиации США (FAA), Международной ассоциация пилотов (ALPA), компании «Boeing» и фирмы «Pratt & Whitney».

### Показания свидетелей
Второй пилот рейса 016 указывал, что в зоне ожидания стояла тихая погода, небо покрывали облака, через разрывы в которых можно было увидеть огни на земле, и шёл небольшой дождь. Также экипаж рейса 016 сообщил, что в их самолёт тоже несколько раз попадали молнии; впоследствии следователи обнаружили на лайнере National Airlines признаки повреждений молниями (были повреждены конец левой плоскости крыла и хвостовое оперение).
Были опрошены 140 свидетелей на земле. 99 из них заявили, что видели в небе самолёт, либо полыхающий объект. Из этих очевидцев 72 видели молнию, а 7 утверждали, что видели, как молния ударила в самолёт. Другие 3 очевидца видели, как у развилки молнии, либо на другом её конце появился огненный шар. 72 очевидца утверждали, что взрыв произошёл либо одновременно, либо сразу после удара молнии. Со слов 27 свидетелей, пожар произошёл через очень короткий промежуток времени после удара молнии. 23 свидетеля увидели взрыв, после которого уже начался пожар. 38 человек упомянули о взрыве при ударе. Помимо этого, 28 очевидцев видели, как от самолёта ещё в воздухе начали отделяться предметы, а 48 наблюдали падающие горящие части самолёта.

### Анализ

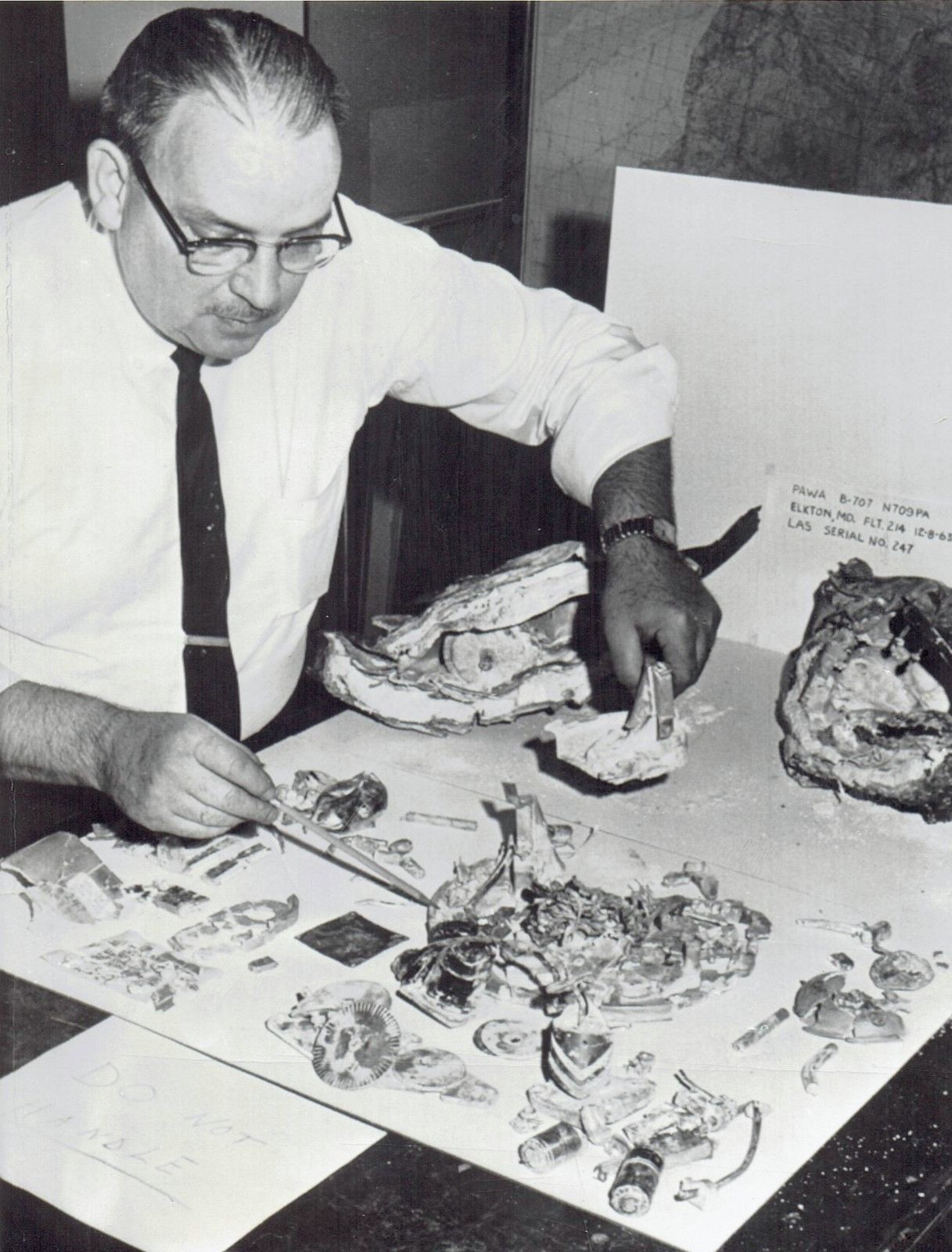
Следователь CAB изучает сильно повреждённый бортовой самописец рейса 214

Экипаж самолёта был квалифицирован и имел необходимую для выполнения рейса подготовку. На рейс были получены необходимые указания и разрешения, а выполнялся он в соответствии с правилами управления воздушным движением. Как показала история борта N709PA, в его конструкции не было ни одного элемента, который мог бы стать причиной катастрофы. Также не найдено доказательств, что до столкновения с землёй экипаж потерял трудоспособность. Другие самолёты выполняли рейсы в Филадельфию и из Филадельфии непосредственно до и после катастрофы. Около Филадельфии находились грозы и области высокой турбулентности, но при этом в районе катастрофы рейса 214 турбулентность была слабой и умеренной, а потому не могла привести к потере управления или разрушению конструкции. В облаках наблюдалось обледенение, но и это не могло привести к катастрофе. Выданный экипажу в Сан-Хуане прогноз погоды был на удовлетворительном уровне. Выданный в Балтиморе прогноз погоды не был полным, но всё же в нём было указано прохождение холодного фронта мимо Филадельфии, и что к прибытию рейса 214 погода улучшится. В районе катастрофы шла гроза, но наличие отдельных гроз было указано в прогнозе погоды.
Согласно данным бортовых самописцев, полёт рейса 214 с момента вылета из Балтимора продолжался 32 минуты 15 секунд и проходил нормально. Затем через 32 минуты 15 секунд после взлёта на левой плоскости крыла произошёл взрыв. Пилоты ещё несколько секунд сохраняли контроль за самолётом, но затем он опустил нос и понёсся вниз. Следователям требовалось выяснить, что стало причиной взрыва — доказательств, что его вызвало разрушение или сбой в работе двигателя, не было, но пожар при этом повредил левое крыло внутри у задней кромки, левое горизонтальное оперение, а также левую сторону киля. Это вызвало предположение, что пожар был вызван утечкой авиатоплива на левой стороне крыла у задней кромки. Причин утечки могло быть несколько, включая трещину в заднем лонжероне или отходящей трубки резервного бака; вытекая, авиатопливо начнёт собираться внизу у задней кромки. Хотя конструкция крыла такова, что авиатопливо продолжит стекать вниз, всякие препятствия, в том числе и малозаметные, приведут к тому, что авиатопливо всё же будет накапливаться, а затем воспламенится, вызвав пожар внутри полости крыла. Жар от пожара потом мог привести к воспламенению топливовоздушной смеси в первом топливном баке, а затем и к взрыву бака с разрушением крыла.

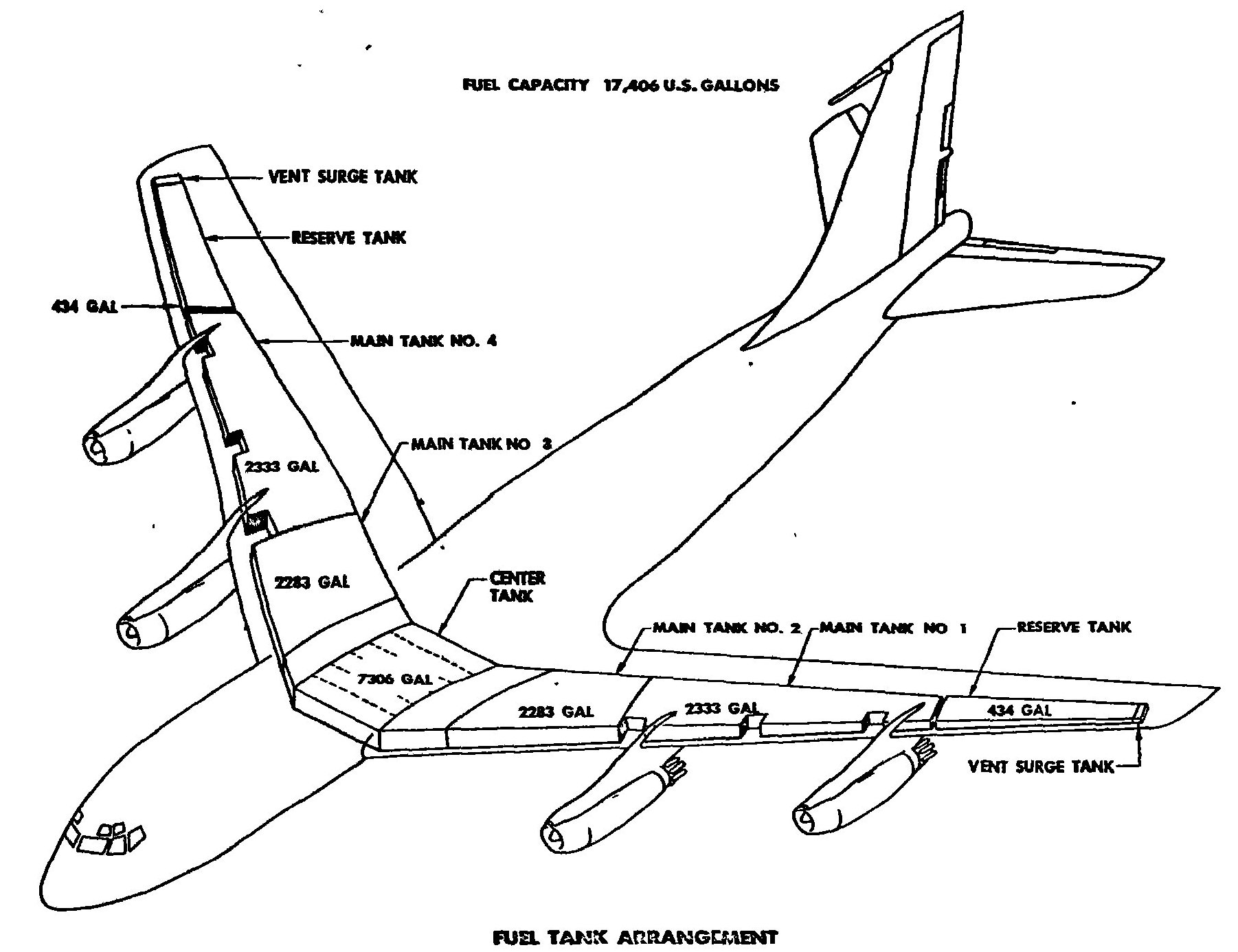
Расположение топливных баков на Boeing 707. Резервный бак №1, который взорвался первым — крайний слева

Однако при более тщательном изучении обломков на передней кромке левого горизонтального хвостового стабилизатора были обнаружены брызги металла, а левый руль высоты оказался повреждён огнём. В соответствии с аэродинамикой самолёта, отходящий от крыла воздушный поток проходит гораздо ниже хвостового оперения, чтобы не «затенять» его. Такие повреждения стабилизатора могла вызвать ударившаяся в него отделившаяся внешняя левая часть крыла. Однако имеющиеся повреждения вертикального оперения могли быть получены при пожаре в задней части крыла в нормальном горизонтальном полёте. Обследование обломков показало, что взорвались левый резервный, центральный и правый резервный топливные баки. Изучение рисунка обломков в сочетании с повреждениями от пожара привело к выводу, что первый взрыв произошёл в левом резервном баке, причём на отделившихся частях до взрыва пожара не было. Последовательность и точную хронологию последующих взрывов установить не удалось.
Свидетели описывали, что при падении горели обе плоскости крыла. После этого следователи пришли к выводу, что основные баки, которые примыкали к резервным и центральному бакам и при этом содержали топливо, оказались пробиты, после чего вытекшее из них авиатопливо воспламенилось. В частности, именно утечка и воспламенение авиатоплива из левого основного бака (№1) и привели к повреждению заднего лонжерона и внешних элеронов. Также из-за сильного пожара произошло отделение пилонов двигателей. Очень много усилий было потрачено на поиск улик, которые позволили бы найти причину взрыва левого резервного топливного бака. Следователям снова помогли показания свидетелей (в том числе и высококвалифицированных), которые указывали, что перед взрывом наблюдали мощный грозовой разряд, а многие даже указывали, что удар молнии пришёлся непосредственно в лайнер. Следователи обнаружили следы повреждений от молнии на левом конце крыла, но не было никаких повреждений обшивки над топливным баком или системой вентиляции, а значит, прямой связи между повреждениями законцовки крыла со взрывом топливного бака не было.
Были предприняты попытки найти доказательства, что молния вызвала коронный разряд, который затем воспламенил топливо-воздушную смесь. Но эти попытки оказались безрезультатными. Хотя доказательств, что именно удар молнии привёл к взрыву топливного бака, не было, но и исключать эту версию ещё было нельзя, и тогда были начаты поиски признаков стримеров, которые появляются, когда молния ещё на своём начальном этапе «жизни»; следы стримеров вскоре были найдены, и вероятный источник воспламенения топливо-воздушной смеси также был обнаружен. Природа молний на тот момент была ещё плохо изучена, при этом при ударе молнии могла появляться и плазма, которая тоже имеет высокую температуру и может воспламенить пары авиатоплива. Точно установить механизм зажигания паров топлива не представлялось возможным, но все имеющиеся свидетельства уже указывали, что его привёл в действие удар молнии. Учитывая, что первым взорвался левый резервный топливный бак, возгорание началось либо в нём, либо у соседнего топливного бака, либо вовсе в выходном левом отверстии. Так как вентиляционная система соединяет все баки и выходы, то по ней пламя распространилось по остальным бакам.
Хотя на то время применяемые методы по защите от молний и находились на удовлетворительном уровне, катастрофа рейса PA-214 показала, что требуется их улучшение. К тому же было отмечено, что взрыв произошёл не из-за прямого удара молнии в топливный бак. Высказывались мнения, что одним из факторов катастрофы стало смешивание двух разных сортов керосина, а пары этой смеси могли оказаться более взрывоопасными. Но по мнению комиссии, если вся авиационная отрасль перейдёт на один тип керосина, то это не сильно повысит безопасность. Куда более важным, по мнению комиссии, было проведение дополнительных исследований по изучению природы молний, а также заодно и изучение свойств паров авиационных керосинов в условиях реальных полётов.

### Причины
Окончательный отчёт расследования CAB был опубликован 3 марта 1965 года.
Согласно отчёту, причиной катастрофы рейса PA-214 стал удар молнии, который воспламенил топливо-воздушную смесь в левом резервном топливном баке, в результате чего произошёл взрыв этого бака с разрушением конструкции левой внешней части крыла, который затем привёл к потере управления.

## Последствия катастрофы
По результатам расследования причин катастрофы рейса PA-214 FAA выпустило ряд рекомендаций по предотвращению подобных катастроф:
1. Установить статические разрядники на все самолёты с газотурбинными двигателями, которые ими ещё не оборудованы. Разбившийся самолёт был шестым представителем типа Boeing 707, то есть из ранней партии, когда разрядники ещё не применялись.
2. Пересмотреть проблему, что пламегасители находились у вентиляционных отверстий топливных баков. Защищая топливные баки от взрыва, вызванного статическим разрядом, пламегасители могли воспламенить топливо-воздушную смесь в районе вентиляционных отверстий.
3. Рассмотреть такой вариант по решению предыдущего пункта — добавлять воздух в вентиляционную систему, чтобы снизить вероятность воспламенения выходящей из вентиляционного отверстия топливо-воздушной смеси.
4. Расположение уравнительных баков снаружи резервных баков, то есть у оконечностей крыла, делает их потенциально уязвимыми для ударов молний. Это подтверждалось изучением обломков рейса 214, где на обшивке крыла в районе законцовок имелись следы прямого попадания молнии. При этом обшивка крыла также служила и стенками уравнительных баков. Поэтому повышению пожаробезопасности могло помочь применение для уравнительных баков отдельных стенок, между которыми и обшивкой крыла должен был быть воздушный зазор. Либо, как вариант, увеличить толщину обшивки с целью исключения её прогорания при попадании молнии.
5. Рассмотреть возможность использования в гражданской авиации только авиационного керосина типа «A», так как, согласно диаграммам, которые предоставила «ESSO», его пары имеют меньший диапазон температур воспламенения по сравнению с парами керосина типа «B».
6. Необходимо найти практическое решение по исключению взрывов топливо-воздушной смеси в баках. Например, можно создать над топливом инертную среду путём закачивания инертного газа. Ещё одним вариантом может быть усиление вентиляции воздуха в баках, чтобы топливо-воздушная смесь была слишком обеднённой для воспламенения. Могут быть ещё способы, которые можно внедрить на уже эксплуатируемых и ещё создающихся воздушных судах, а для этого управление гражданской авиации вместе с советом авиационной безопасности должно запросить помощи у авиационной и нефтяной промышленности, а заодно правительства и оборонных ведомств. По мнению управления авиации, все затраты по решению этого вопроса будут вполне соизмеримы с полученными преимуществами.

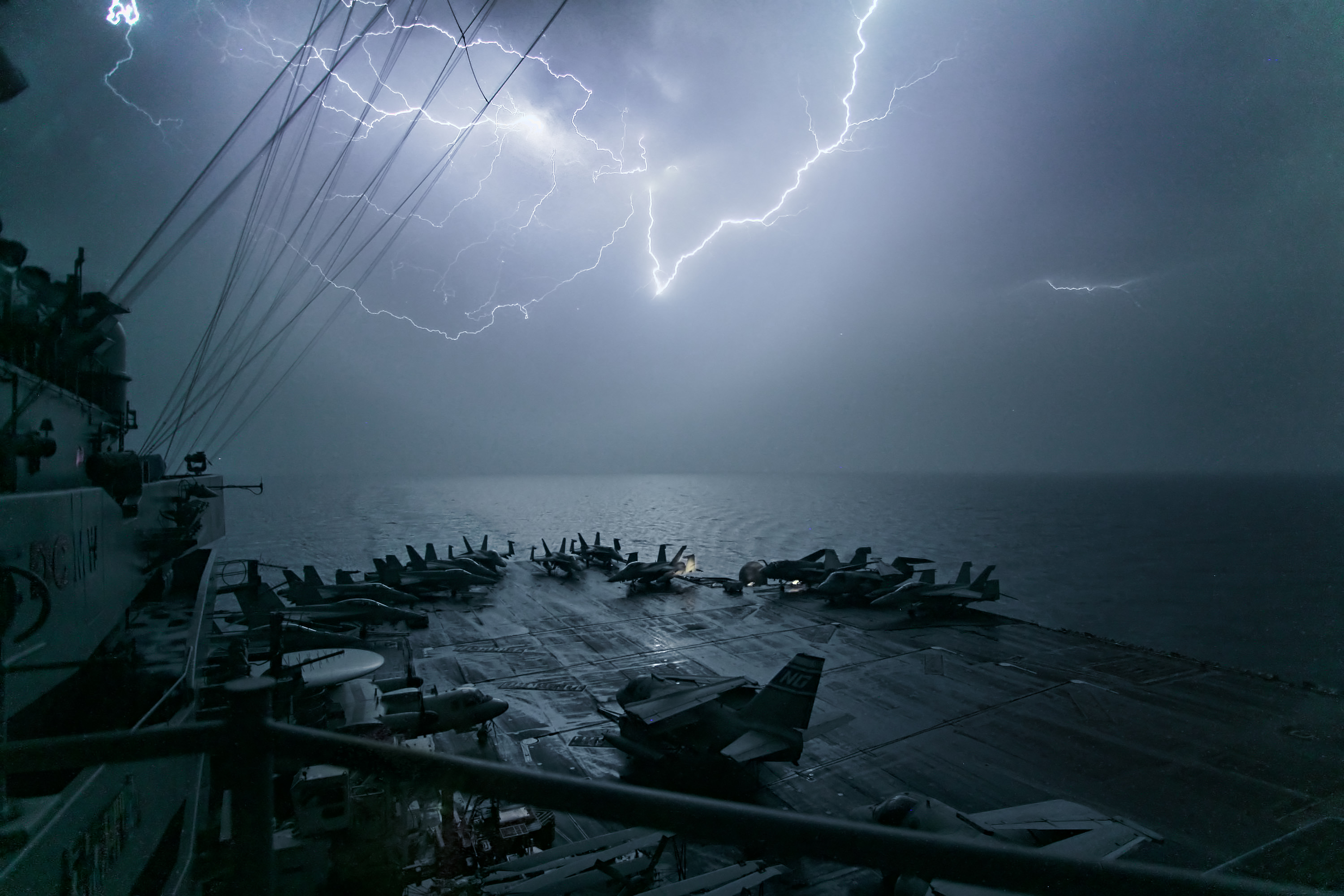
В начале 1960-х молнии представляли собой смертельную опасность даже для больших самолётов

Катастрофа рейса 214 была не единственной в своём роде за последние годы. За 4 года до этого (26 июня 1959 года) в Италии из-за попадания в крыло молнии и взрыва топливного бака разбился Lockheed L-1649 американской авиакомпании Trans World Airlines, при этом официально погибли 68 человек (неофициально — 69). 6 января 1964 года, менее чем через месяц после катастрофы рейса 214, FAA совместно с НАСА направило в правительство письмо, в котором указало на необходимость создания комитета по изучению молниезащиты топливных систем. Через 2 дня (8 января) сформированный комитет провёл своё первое заседание.
12 декабря 1964 года Федеральным управлением гражданской авиации было издано распоряжение лётной годности, чтобы на самолётах Boeing 707 и Boeing 720 в районе выходных отверстий топливных баков были установлены дополнительные алюминиевые панели, а для повышения защиты от удара молнии требовалось также использовать листы стеклоткани размерами 20 на 36 дюймов (0,5 на 0,9 метра). Затем 30 июня 1965 года было издано распоряжение об изменении на самолётах Boeing 707, Boeing 720 и Boeing 727 конструкции панелей доступа к топливным бакам, включая удаление фенольной изоляции, чтобы предотвратить вероятность образования внутри бака искр при попадании в самолёт молнии. После этого 10 сентября 1967 года было издано распоряжение об изменении конструкции пламегасителей на самолётах Boeing 707 и Boeing 720, за исключением B-707-300B и B-707-300C.
Самолёт Boeing 707 разрабатывался в соответствии с Положениями гражданской авиации (англ. Civil Air Regulations) от 31 декабря 1953 года, где в пункте 4b.421 об испытаниях топливных баков такой момент, как попадание молнии, даже не упоминается. Тогда 28 декабря 1965 года FAA издало поправку 65-43 с предложением об изменении правил, по которому 7 августа 1967 года в Положения было добавлено правило «Fuel system lightning protection»: «Топливная система должна быть спроектирована и расположена таким образом, чтобы исключить воспламенение топлива в системе от прямых или поверхностных ударов молнии, стримеров и коронных разрядов». 8 мая 1970 года было добавлено правило «Lightning protection» по защите самолёта и его компонентов от эффектов, возникающих при попадании в самолёт молнии.

### Комментарии
1. ↑  Керосин типа «A» предназначен для использования в газовых турбинах и имеет температуру вспышки 110—150°F (230—300°C). Керосин типа «B» по составу ближе к бензину и используется в турбинах с максимальным рабочим давлением 3 фунта на кв. дюйм
2. ↑  Здесь и далее указано Североамериканское восточное время — EST
3. ↑  Mayday — сигнал бедствия
4. ↑  На 2014 год в Федеральном авиационном реестре это пункт 25.954
5. ↑  На 2014 год в Федеральном авиационном реестре это пункт 25.581